# Вика паннонська
Вика паннонська (Vicia pannonica) — вид рослин з родини бобові (Fabaceae), поширений у західній Азії, середній і південній Європі.

## Опис
Однорічна трава. Стебла до 100 см, прямостійні, висхідні або лежачі, кутові. Листки 30-66 мм. Суцвіття з 2–3 квітками. Чашечка 8–11 мм. Квітковий віночок жовтий або фіолетово відмічений, а зворотний бік (великий верхній пелюстка) покритий м'якими волосками. Плід (стручок) 19–30 × 7–9 мм. Насіння 3–4 мм, коричневе, ± мармурово темно-коричневе 2n = 12.

## Поширення
Поширений у західній Азії, середній і південній Європі; інтродукований та натуралізований в інших місцях.
Населяє порушені та сільськогосподарські угіддя.